# San Diego, Oaxaca
San Diego är en ort i Mexiko.   Den ligger i kommunen Heroica Ciudad de Huajuapan de León och delstaten Oaxaca, i den sydöstra delen av landet, 230 km sydost om huvudstaden Mexico City. San Diego ligger 1 632 meter över havet och antalet invånare är 206.
Terrängen runt San Diego är huvudsakligen lite kuperad. San Diego ligger nere i en dal. Runt San Diego är det ganska glesbefolkat, med 24 invånare per kvadratkilometer. Närmaste större samhälle är Ciudad de Huajuapan de León, 2,2 km söder om San Diego. I omgivningarna runt San Diego växer huvudsakligen savannskog.